# Dan, the Lighthouse Keeper
Dan, the Lighthouse Keeper è un cortometraggio muto del 1911 diretto da George Melford e prodotto dalla Kalem che aveva come interpreti oltre allo stesso regista nel ruolo di un avaro, la coppia dello schermo formata da Carlyle Blackwell e Alice Joyce.

## Produzione
Il film fu prodotto dalla Kalem Company.

## Distribuzione
Distribuito dalla General Film Company, il film - un cortometraggio di una bobina - uscì nelle sale cinematografiche statunitensi il 20 novembre 1911.